# Tim Griggs
Timothy „Tim“ Griggs (* 27. September 1948 in London; † 23. Oktober 2013 in Oxford) war ein englischer Autor.

## Leben
Griggs studierte Englisch und Archäologie an den Universitäten Leeds und London. Er lebte mehrere Jahre in Afrika, Asien und Australien und kehrte 1997 nach England zurück. Griggs lebte mit seiner Frau in Oxford.

## Werke (Auswahl)
- Redemption blues. Headline, London 2000, ISBN 0-747-27188-7.
  - gekürzte Version in: Of love and life. Reader’s Digest, London 2002.
  - deutsch: Die Vergebung. Droemer-Knaur, München 2003, ISBN 3-426-62248-3[1] (Nachdr. d. Ausg. Bern 2001).
- The end of winter. Fischer Verlag, Frankfurt/M. 2004, ISBN 978-1-4910-4196-3 (englisch)
  - deutsch: Die Versöhnung. Scherz, Frankfurt am Main 2004, ISBN 3-502-10285-6[1] (Nachdr. d. Ausg. Rheda-Wiedenbrück 2003).
- Distant thunder. Orion Books, London 2012, ISBN 978-1-4091-0190-1.